# Мауэрмайер, Гизела
Гизела Мауэрмайер (нем. Gisela Mauermayer; 24 ноября 1913, Мюнхен, — 9 января 1995, там же) — немецкая легкоатлетка, чемпионка летних Олимпийских игр 1936 года в Берлине по метанию диска.

## Биография
В 1932 году в возрасте 18 лет стала членом НСДАП, чтобы получить пост председателя мюнхенского общества за интересы женщин. Со следующего года начала заниматься легкой атлетикой, выступая за мюнхенский гимнастический клуб «Нимфенбург» и тренируясь у Йозефа Цахмайера.
На Всемирных женских играх 1934 года победила в толкании ядра, установив мировой рекорд 13,67 м, стала второй в метании диска (40,65 м) и первенствовала в состязаниях по пятиборью, набрав рекордные 377 очков (толкание ядра: 13,44 м, прыжки в длину: 5,51 м, бег на 100 метров: 13,0 с, прыжки в высоту: 1,52 м; метание копья: 32,90 м).
Эти результаты обеспечили ей место в составе немецкой сборной на предстоящих Олимпийских играх 1936 года. Но поскольку ни толкание ядра, ни пятиборье не входили в программу Игр, Мауэрмайер сосредоточилась на тренировках в метании диска и в итоге стала олимпийской чемпионкой (47,63; 41,64; 40,70; 36,27; 43,54; 44,26 м).
На чемпионате Европы по легкой атлетике 1938 года она победила в метании диска (43,20; 43,58; 42,94; 40,29; 40,11; 44,80 м) и стала второй в толкании ядра с результатом 13,27 м. В том же году поступила в мюнхенскую гимназию на должность учительницы физкультуры. В 1942 году завершила спортивную карьеру.
Из-за своего нацистского прошлого после войны Мауэрмайер была уволена из гимназии и долгое время оставалась без работы. Затем она изучала биологию и в 1954—1975 годах возглавляла библиотеку Зоологической государственной коллекции Мюнхена.
В 1951 году Мауэрмайер вошла в число соучредительниц первого женского комитета Немецкого спортивного общества и являлась его активным членом до 1967 года. НОК ФРГ избрал её своим почетным членом, а позднее включил её в свой Совет старейшин, членом которого она была до самой смерти. Сверх этого, на учредительном заседании правления Фонда поддержки немецкого спорта, состоявшемся 12 июля 1967 года, она вошла в его состав как представитель НОК.